# Koldmose Sogn
Koldmose Sogn er et sogn i Jammerbugt Provsti (Aalborg Stift).
Koldmose Kirke blev i 1910 indviet som filialkirke til Tranum Kirke. Koldmose blev så et kirkedistrikt i Tranum Sogn, som hørte til Øster Han Herred i Hjørring Amt. Lerup-Tranum sognekommune inkl. kirkedistriktet blev ved kommunalreformen i 1970 indlemmet i Brovst Kommune, som ved strukturreformen i 2007 indgik i Jammerbugt Kommune.
Da kirkedistrikterne blev nedlagt 1. oktober 2010, blev Koldmose Kirkedistrikt udskilt som det selvstændige Koldmose Sogn.
Stednavne, se Tranum Sogn.